# Route nationale 2 (Congo-Kinshasa)
Pour les articles homonymes, voir Route nationale 2.
La route nationale 2 (RN2) est une route nationale de la République démocratique du Congo. Parcourant un total de 1 404,2 km, elle relie notamment la région du Kasaï au Kivu.

## Parcours
Les villes principales traversées par la RN2 sont, d'Ouest en Est, Mbuji-Mayi, Kabinda, Lubao, Mwenga, Kabare, Bukavu, Kalehe, Goma, Rutshuru, Lubero, Butembo et Beni.
Au Nord de Goma, la route continue et rejoint la RN4 pour devenir la RN27 et atteindre Bunia.
La RN2 est connectée aux routes nationales : RN1, RN3, RN28, RN31, RN4 et RN44.

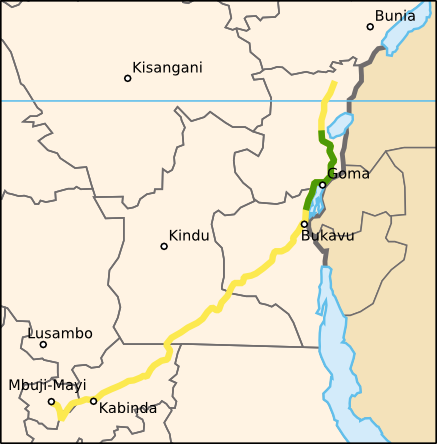
État de la route nationale 2 en 2006 (vert : praticable, jaune : mauvais état, rouge : impraticable